# Case Corporation

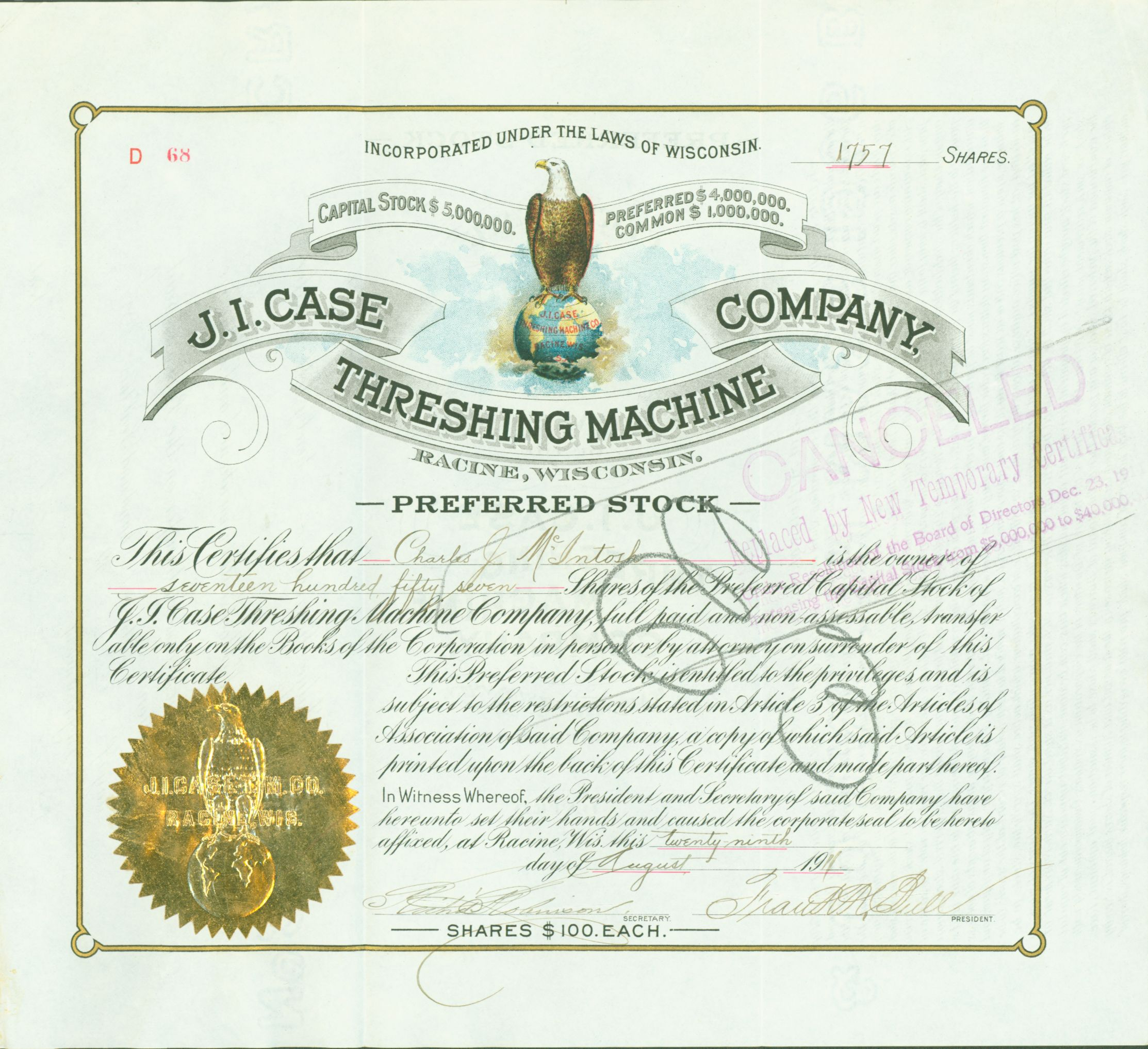
Vorzugsaktie der J. I. Case Threshing Machine Company vom 29. August 1911

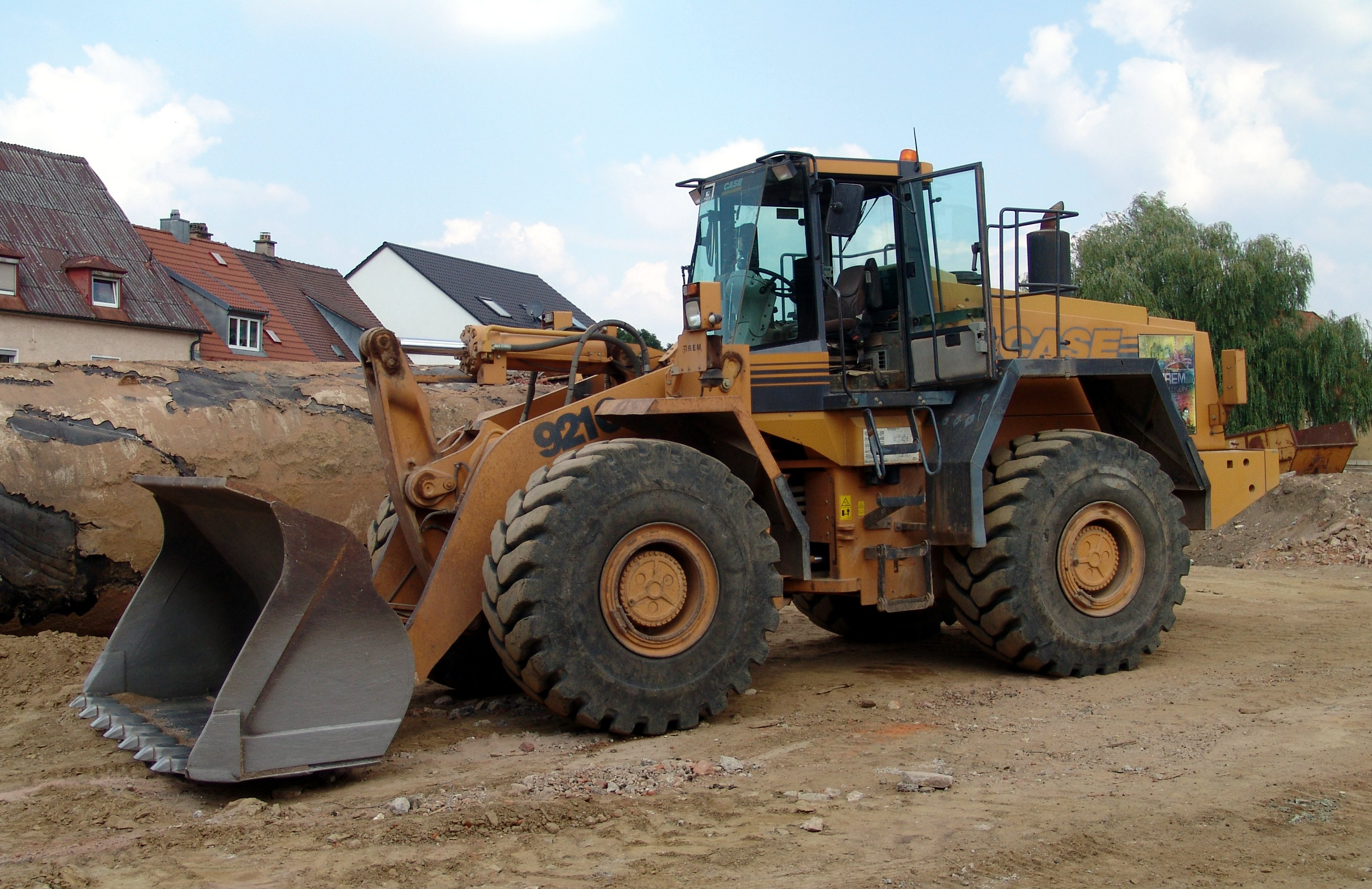
Case 921C Radlader

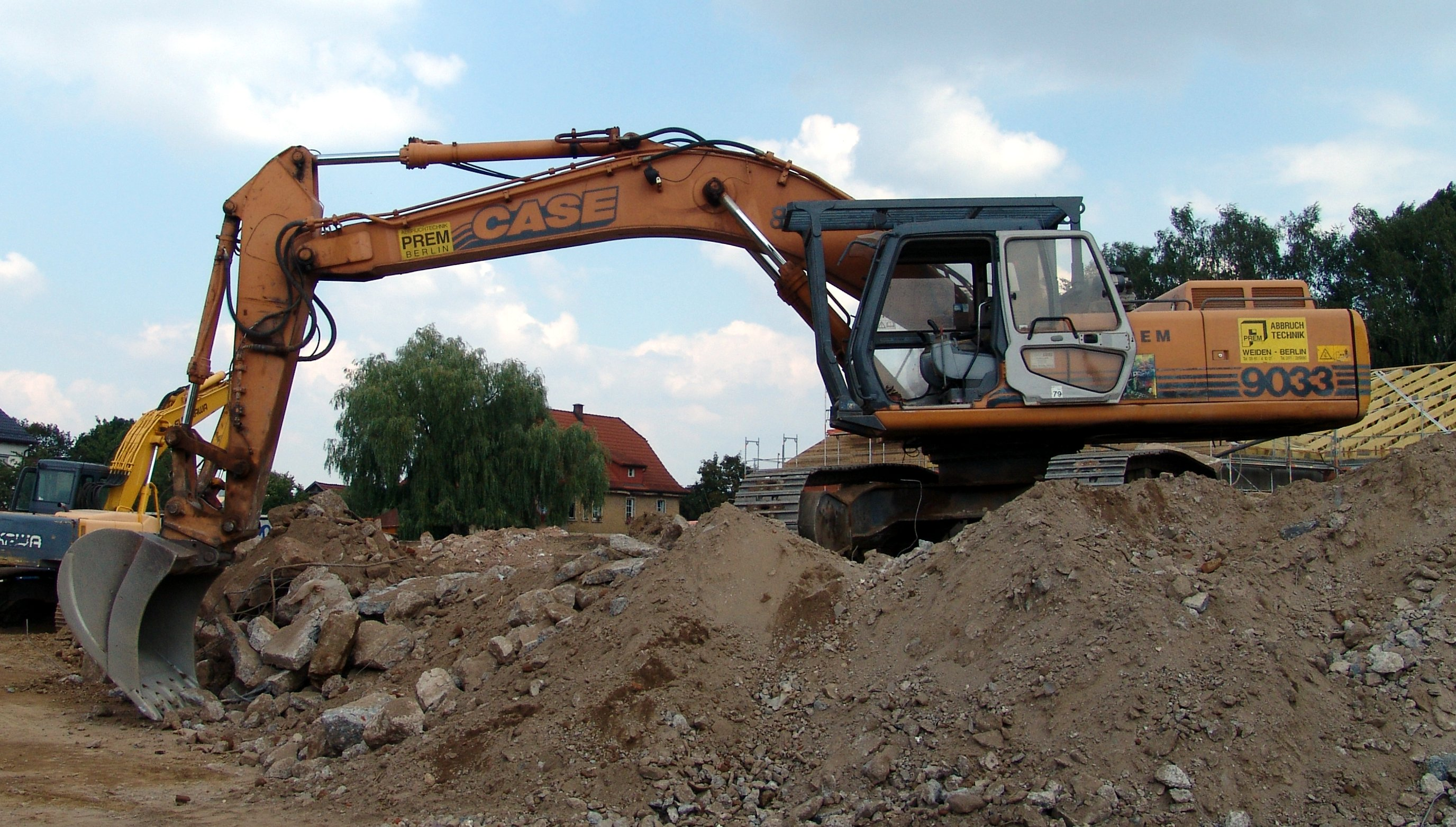
Case 9033 Bagger

Die Case Corporation war ein seit 1842 bestehender US-amerikanischer Produzent von Land- und Baumaschinen. 1985 wurde die Landmaschinensparte von International Harvester übernommen und mit der eigenen Landmaschinenproduktion zu Case IH zusammengelegt. 1999 fusionierte Case IH mit New Holland zu CNH Global (heute CNH Industrial) unter Beibehaltung der Markennamen Case IH (Landmaschinen) und Case CE (Baumaschinen).

## Geschichte
Im Jahr 1842 gründete Jerome Increase Case (1819–1891) die J. I. Case Threshing Machine Company in Racine (Wisconsin). Case verkaufte um die Jahrhundertwende mehr Dreschmaschinen als Traktoren und wurde „König der Dreschmaschinen“ genannt.
1895 stellte Case seinen ersten benzingetriebenen Traktor her.
1910 übernahm Case die Pierce Motor Company und stellte ein Jahr später sein erstes benzingetriebenes Automobil her. 1919 wurde mit der Grand Detour Plow Company ein Hersteller von Pflügen übernommen. 1927 stellt Case den Automobilbau (Case Jay-Eye-See Cars) wieder ein.
1928 erwarb man von Massey-Harris die Namensrechte an den von diesen übernommenen J. I. Case Plow Works. Im selben Jahr kaufte man auch die Bereiche für Landmaschinen von Emerson-Brantingham.
1937 übernahm Case mit der Rock Island Plow Company einen Farmgeräte- und ehemaligen Traktorenhersteller.
1957 erfolgte mit Aufnahme der American Tractor Corporation die Übernahme eines Herstellers von Baumaschinen.
1967 wurde die Kern County Land Company, der Mehrheitseigner von Case, von Tenneco übernommen. 1968 wurden die beiden Bereiche Landmaschinen und Baumaschinen getrennt. 1969 erhöhte Tenneco seinen Anteil an Case auf 91 %, ein Jahr später wurde Case eine 100 % Tochter von Tenneco.
1972 wurde der Landmaschinenhersteller David Brown übernommen, dessen Markenname auf Traktoren bis 1983 weiter geführt wurde.
1985 wurde die Landmaschinensparte von International Harvester übernommen und mit der eigenen Landmaschinensparte zusammengelegt und der kombinierte Markenname Case IH gebildet.
Im Folgejahr wurde der Hersteller von Großtraktoren Steiger übernommen.
1995 übernahm Case IH die Traktorensparte von Steyr. 1996 übernahm man den Baggerlader-Hersteller Fermec. Zur gleichen Zeit begann Tenneco mit der Herauslösung des Unternehmens aus dem Konzern, die 1996 abgeschlossen wurde.
Nachdem das Unternehmen 1999 von Fiat übernommen worden war, formte der italienische Konzern aus Case und dem ebenfalls ihm gehörenden New Holland den Konzern Case New Holland, kurz CNH Global.

## Ausflug in den Automobilbau

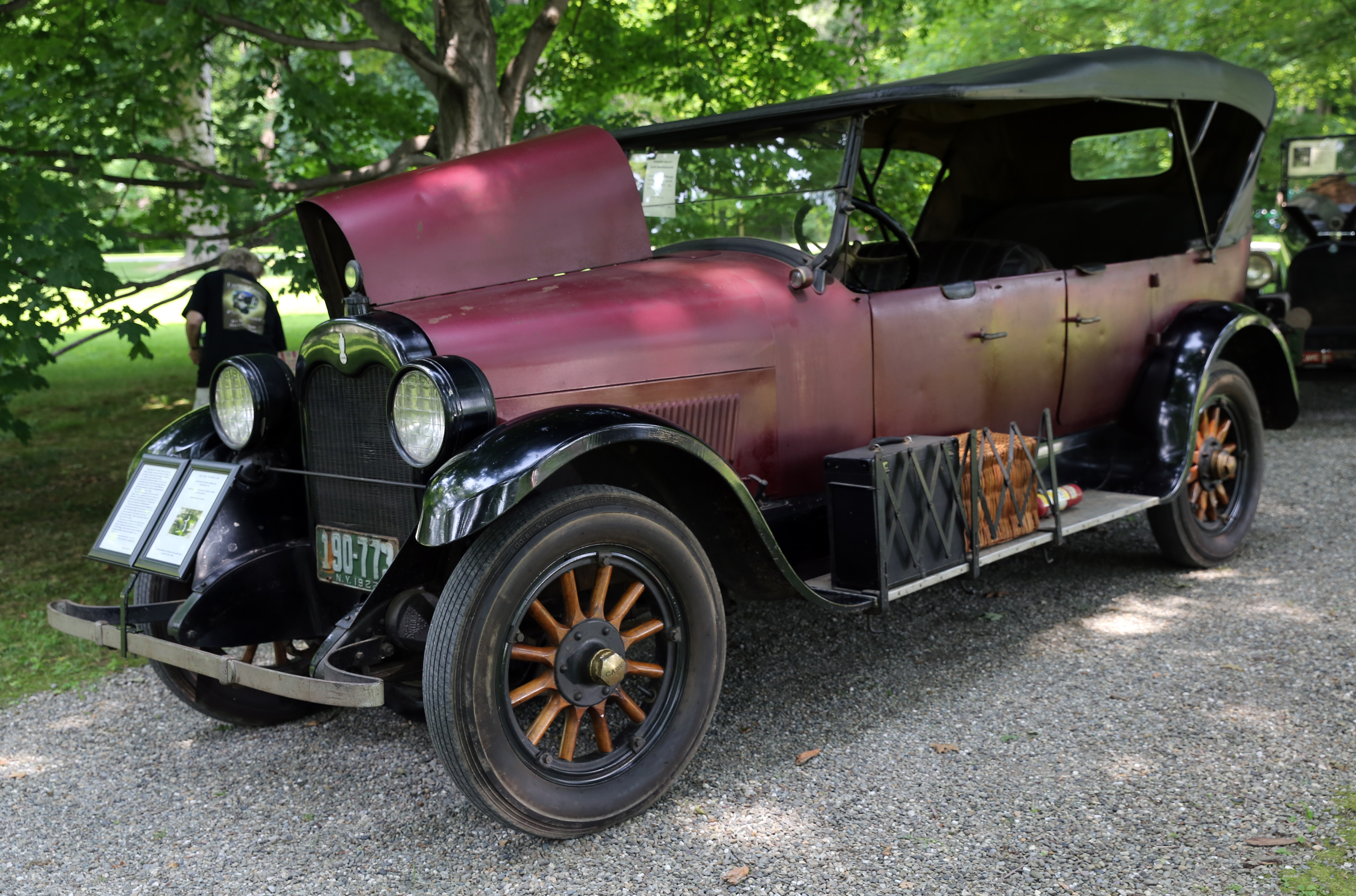
Case von 1922

Nachdem die J. I. Case Threshing Machine Company die Pierce Motor Company in Racine, Hersteller des Pierce-Racine-Automobils 1911 übernommen hatte, erschien das erste Automobil unter dem Namen Case. Der Wagen, der mit fünf verschiedenen Aufbauten und 4–7 Sitzplätzen zu haben war, wurde von einem 30-bhp-Vierzylindermotor (22 kW) angetrieben, der im Wesentlichen auf dem Vorgängermodell beruhte. 1918 wurde der erste Sechszylinderwagen mit Continental-Motor angeboten und die Automobilinteressen der Firma wurden unter der Case Motor Car Division zusammengefasst. Ab diesem Zeitpunkt gab es nur noch Sechszylinderautomobile, die ab 1925 auch unter dem Namen Jay-Eye-See (entsprechend der englischen Aussprache der Initialen des Firmengründers J. I. C.) verkauft wurden. Die Wagen erwarben sich einen guten Ruf für ihre Zuverlässigkeit, die der der Traktoren ähnelte. 1927 gab man den Automobilbau auf, weil man sich nicht mehr im Stande sah, den größeren Konkurrenten Paroli zu bieten. Ab diesem Zeitpunkt konzentrierte sich Case wieder auf den Bau von Land- und Baumaschinen.

### Modelle
| Modell      | Bauzeitraum | Zylinder | Leistung                     | Radstand     |
| ----------- | ----------- | -------- | ---------------------------- | ------------ |
| 30 hp       | 1911        | 4 Reihe  | 30 bhp (22 kW)               | 2921 mm      |
| L           | 1912        | 4 Reihe  | 30 bhp (22 kW)               | 2946 mm      |
| M           | 1912        | 4 Reihe  | 40 bhp (29 kW)               | 3048 mm      |
| U           | 1913        | 4 Reihe  | 30 bhp (22 kW)               | 2921 mm      |
| O           | 1913        | 4 Reihe  | 40 bhp (29 kW)               | 3150 mm      |
| 25          | 1914–1915   | 4 Reihe  | 25 bhp (18,4 kW)             | 2794–2934 mm |
| 30          | 1914–1915   | 4 Reihe  | 30 bhp (22 kW)               | 3048 mm      |
| 40          | 1914–1915   | 4 Reihe  | 40 bhp (29 kW)               | 3150 mm      |
| T           | 1916–1917   | 4 Reihe  | 40 bhp (29 kW)               | 3048 mm      |
| U           | 1918–1919   | 6 Reihe  | 50 bhp (37 kW)               | 3175 mm      |
| V           | 1920–1922   | 6 Reihe  | 50 bhp (37 kW)               | 3200 mm      |
| X           | 1922–1925   | 6 Reihe  | 52,5–55,5 bhp (38,6–40,8 kW) | 3099 mm      |
| W           | 1922–1923   | 6 Reihe  | 70 bhp (51 kW)               | 3277 mm      |
| Y           | 1924–1927   | 6 Reihe  | 66–70 bhp (48,5–51 kW)       | 3353 mm      |
| Jay-Eye-See | 1925–1927   | 6 Reihe  | 52 bhp (38 kW)               | 3099 mm      |

### Pkw-Produktionszahlen
| Jahr  | Produktionszahl |
| ----- | --------------- |
| 1911  | 1.236           |
| 1912  | 1.516           |
| 1913  | 2.230           |
| 1914  | 2.430           |
| 1915  | 2.630           |
| 1916  | 2.136           |
| 1917  | 2.086           |
| 1918  | 1.613           |
| 1919  | 1.410           |
| 1920  | 1.936           |
| 1921  | 2.136           |
| 1922  | 1.813           |
| 1923  | 1.315           |
| 1924  | 1.536           |
| 1925  | 1.315           |
| 1926  | 636             |
| 1927  | 187             |
| Summe | 28.161          |